# Провінційне управління доби стародавнього Риму
Провінційне управління доби стародавнього риму - зазвичай здійснювалися губернаторами провінцій, які були посадовими особами (магістратами або промагістратами), обраними або призначеними відповідальними за управління римською провінцією в період республіки чи імперії . Типовими прикладами губернаторів були проконсули та пропретори в республіканську епоху.
Термін «губернатор» юридично вказував на те, що він був лат. Rector provinciae (“губернатор провінції”) , незалежно від конкретного титулу, який відображав внутрішній і стратегічний статус провінції та відмінності між різними ступенями влади. З початком принципату ми знаходимо два типи губернаторів провінцій: тих, хто керував сенаторськими провінціями , і тих, хто керував імперськими провінціями.

## Функції та обов'язки
Губернатор, окрім фінансових обов’язків, був верховним суддею провінції, маючи також виключне право виносити смертні вироки, настільки, що подібні справи зазвичай подавалися до нього. Щоб оскаржити рішення губернатора, необхідно було поїхати до Риму, щоб представити свою справу перед міським претором або навіть перед самим імператором, і зіткнутися з дорогим, але також рідкісним судовим процесом. Звернення зазвичай мало небагато шансів на успіх. Губернатор також міг подорожувати по своїй провінції та здійснювати правосуддя в головних містах, де вимагалося його втручання.
Він також міг командувати військовими силами. У найважливіших провінціях це могло полягати в командуванні одним або декількома легіонами або навіть деякими допоміжними підрозділами . У рамках своїх повноважень губернатор мав право використовувати свої легіони проти будь-яких злочинних організацій або повстанців на територіях провінцій, не запитуючи попередньої згоди імператора чи сенату.
Кожен губернатор мав у своєму розпорядженні серію радників і співробітників, відомих під загальною назвою лат. comites («супутники»), кількість яких залежала від соціального становища правителя та його рангу. Ці комітети використовувалися для допомоги губернатору в ухваленні важливих рішень у кожному аспекті провінційного управління (від цивільного до судового, фінансового, військового тощо). У військових провінціях, де присутність легіонерів була високою , віце-губернатором зазвичай був квестор, попередньо обраний у Римі, і відправлений до провінції, щоб служити головним чином у ролі фінансового колабораціоніста, але який також міг командувати провінційними арміями за згодою губернатора. В інших провінціях губернатори самі призначали не магістрата в ранзі префекта або прокуратора для управління частиною провінції, виконуючи обов’язки заступника губернатора. Типовим прикладом був прокуратор Юдеї, який деякий час підпорядковувався правителю Сирії.

## Аналіз за історичними періодами

### Правителі республіканської епохи (237-31 до н. е.)
Починаючи з республіканського періоду, центуріальні збори мали завдання призначати преторів. Коли території держави вийшли за межі Італії, були створені нові претори. Перші два претори (на додаток до міських преторів міста Риму) були створені в 237 році до нашої ери і використовувалися для управління Сицилією та Сардинією.; пізніше було створено ще дві після утворення двох іспанських провінцій (у 197 р. до н. е. ). І тому протягом цього періоду щороку обиралося шість преторів, двоє з яких залишалися в місті, а інші чотири були відправлені для управління провінціями. Сенат встановлював, які провінції їм належали, розподіляючи за жеребом. Після втрати судових функцій у Римі претор часто отримував управління провінцією з титулом пропретора , а іноді також проконсула . Сулла збільшив число преторів до восьми; Юлій Цезар послідовно підвищив його до десяти, потім дванадцяти, чотирнадцяти і до шістнадцяти.
Рівень влади губернатора визначався його імперським рангом . Більшістю провінцій керував промагістрат ( пропретор ), який служив претором минулого року . Провінції під владою пропретора зазвичай були найспокійнішими, де було мало шансів на повстання чи вторгнення, хоча в деяких випадках пропретори отримували командування провінціями, які «піддалися атаці».
Провінції, що лежали вздовж кордонів імперії, часто потребували постійного військового гарнізону. Тут губернатором часто був проконсул , який раніше (зазвичай за рік до цього) виконував обов'язки консула (вищий ранг римської магістратури ). У цьому випадку промагістрат отримував командування «військовою» ( непідготовленою ) провінцією, оснащеною одним або кількома легіонами. Ці промагістрати мали такий самий рівень влади ( імперіум ), як і інші магістрати, тому їх супроводжувала така сама кількість лікторів. Загалом вони мали майже необмежену самодержавну владу в межах своєї провінції, що в деяких випадках дозволяло їм збагачуватися за рахунок населення провінції, яким вони керували. Маючи імунітет від судового переслідування протягом свого перебування на посаді, вони були звичайними громадянами після того, як залишили посаду, і могли бути піддані судовому переслідуванню за своє безгосподарність.
Закон “Lex Iulia de civitate” часів Гая Юлія Цезаря обмежив термін повноважень у провінції преторії лише одним роком, а в консульстві — двома роками. Губернатори провінцій не отримували зарплати, хоча певні витрати покривав Аераріум . Саме Август першим приписав платню до посади губернатора провінції.

### Правителі епохи високої імперії (31 р. до н. е. – 284 р. н. е.)

#### Імперські провінції

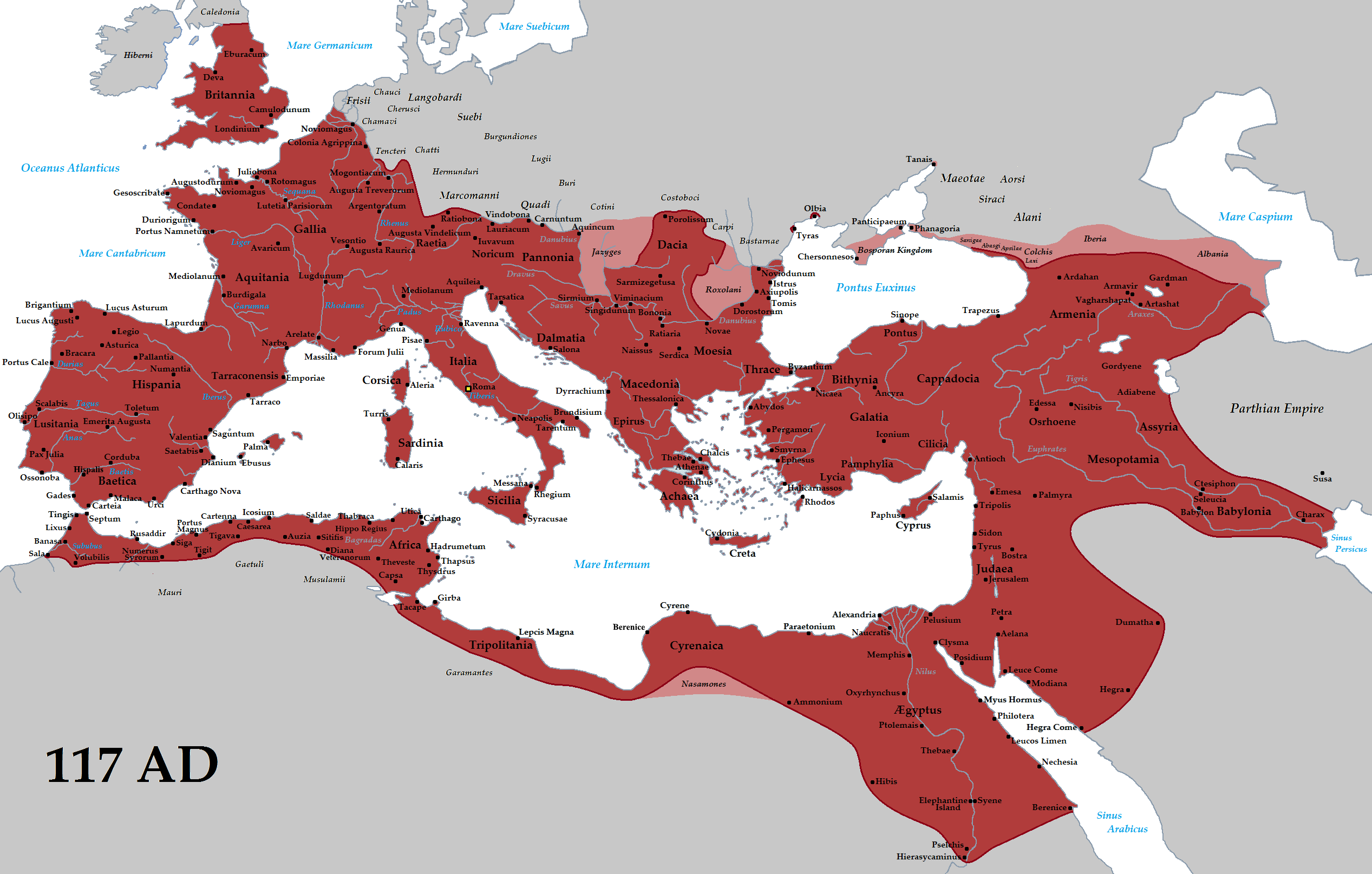
Римська Імперія

З народженням принципату Августом римський імператор сам став губернатором найважливіших провінцій (тому їх називають імперськими провінціями ). Навіть якщо він не керував ними безпосередньо, він був вищий за рангом над усіма іншими губернаторами провінцій, завдяки більшому проконсульському праву, яке було приписано йому довічно. Імперська провінція була римською провінцією , губернатор якої призначався безпосередньо і одноосібно імператором (і залишався на посаді, як правило, від 1 до 5 років). Ці провінції часто були прикордонними у стратегічному та військовому відношенні важливі для безпеки Імперії або в будь-якому випадку ті, які не повністю умиротворені, або в яких щойно спалахнули війни чи повстання. Це були всі військові провінції, за винятком проконсульської Африки , де був присутній легіон , уздовж усього римського лімесу , особливо на його Рейнсько - Дунайсько - Східній ділянках .
У провінції імператор посилав свого представника сенаторського рангу, який міг бути експретором або ексконсулом , призначеним поза лат. cursus honorum (послідовним порядком державних посад) і на різний період часу, відповідно до закону. воля імператора; легата супроводжував прокуратор Август ( кінного рангу ), відповідальний за збір податків і сплату армії , а також лат. legatus legionis (з лат. “легат легіону”) для кожного легіону, присутнього на території (тільки якщо їх було більше одного).
Починаючи з Клавдія , була створена нова категорія провінцій, так звані прокураторії, куди принц посилав прокуратора Августа кінного рангу, який мав повну юрисдикцію у військовій, судовій та фінансовій сферах. Важливо відзначити, що прокуратори не були магістратами і, отже, не мали належної імперії , здійснюючи правління лише за схваленням імператора. У цих провінціях були розміщені лише допоміжні війська . Таким чином, завойована провінція ставала прокураторською провінцією, принаймні до тих пір, поки не було вирішено, що вона повинна бути перетворена в імперську або сенатську провінцію, потім керований проконсулом або пропретором . Як і в інших імперських провінціях, кінні губернатори могли обіймати посади до 5 років або навіть більше.
Винятком із цієї системи, ще з часів Августа, була перша імперська провінція за конституцією, тобто Єгипет , який не вважався звичайною провінцією, як інші, навпаки, це була особиста власність держави. Воно було призначене префекту Олександра та Египту з кінним званням і імператорським призначенням, який, унікальний серед кінних намісників, мав під своїм командуванням один або кілька легіонів. На початку принципату він являв собою вищу кінну посаду, пізніше став другою за значенням після посади преторіанського префекта Риму. З Септимиєм Севером на чолі імперських провінцій з легіонами стояли два префекти: Єгипту та Месопотамії.
З цього моменту імператори віддавали перевагу призначенню командувачів кінного ордену, починаючи з самих легіонів, більше не ставлячи лат. legatus legionis (сенаторського ордену) на чолі їх легіонів , починаючи той повільний процес, який завершиться Галлієном у скасуванні сенатських посад у римській армії (до цього аспекту слід додати природну ворожість Севера до сенату). Невипадково ми знаходимо іншого лат. praefectus legionis (з лат. “командир легіону”) у Британії під час походів самого Севера .

#### Сенаторські провінції
Сенатська провінція — римська провінція, губернатор якої призначався виключно сенатом. Як правило, це були провінції, розташовані далеко від кордонів імперії та загалом умиротворені: фактично на їхній території не було розміщено легіонів, тож таким чином зменшувався ризик того, що сенат може використати їх, щоб відібрати владу у «імператора». Хоча титул, який носили всі губернатори цього типу провінцій, завжди залишався титулом проконсула , насправді ними керував проконсул (ексконсул) лише у випадку провінцій Азії та Африки, тоді як решта провінцій були довірені пропретору (експретору).

### Пізні імперські намісники (284-476 рр. н. е.)
Губернатори провінцій були найважливішими посадовими особами римської адміністрації, оскільки вони відповідали як за збір податків, так і за здійснення правосуддя та громадського порядку в першу чергу. Вони тричі на рік отримували від префектур запит на податки, який потім надсилали до різних муніципалітетів.
За часів панування в пізній Римській імперії, римський імператор Діоклетіан ініціював першу реформу провінційної адміністрації в 293 році , яку потім завершив імператор Костянтин I у 318-325 роках. Діоклетіан поділив Римську імперію на дванадцять (пізніше ще більше розділених) єпархій , спочатку від двох до чотирьох для кожного з чотирьох спів імператорів (двох августів і двох цезарів ) під час короткого періоду тетрархії . Кожною єпархією керував вікарій , який заміняв або діяв від імені преторіанського префекту . Кожна єпархія включала кілька провінцій , відомих як єпархія , кожна з яких перебувала під владою губернатора провінції різного рівня, який носив різні титули, включаючи деякі республіканського типу, такі як проконсул , а також такі нововведення, як цивільний чиновник або звичайний чиновник. Хоча влада вікарія була верховною в його єпархії, він перебував під владою преторіанського префекта, а отже, самого імператора.

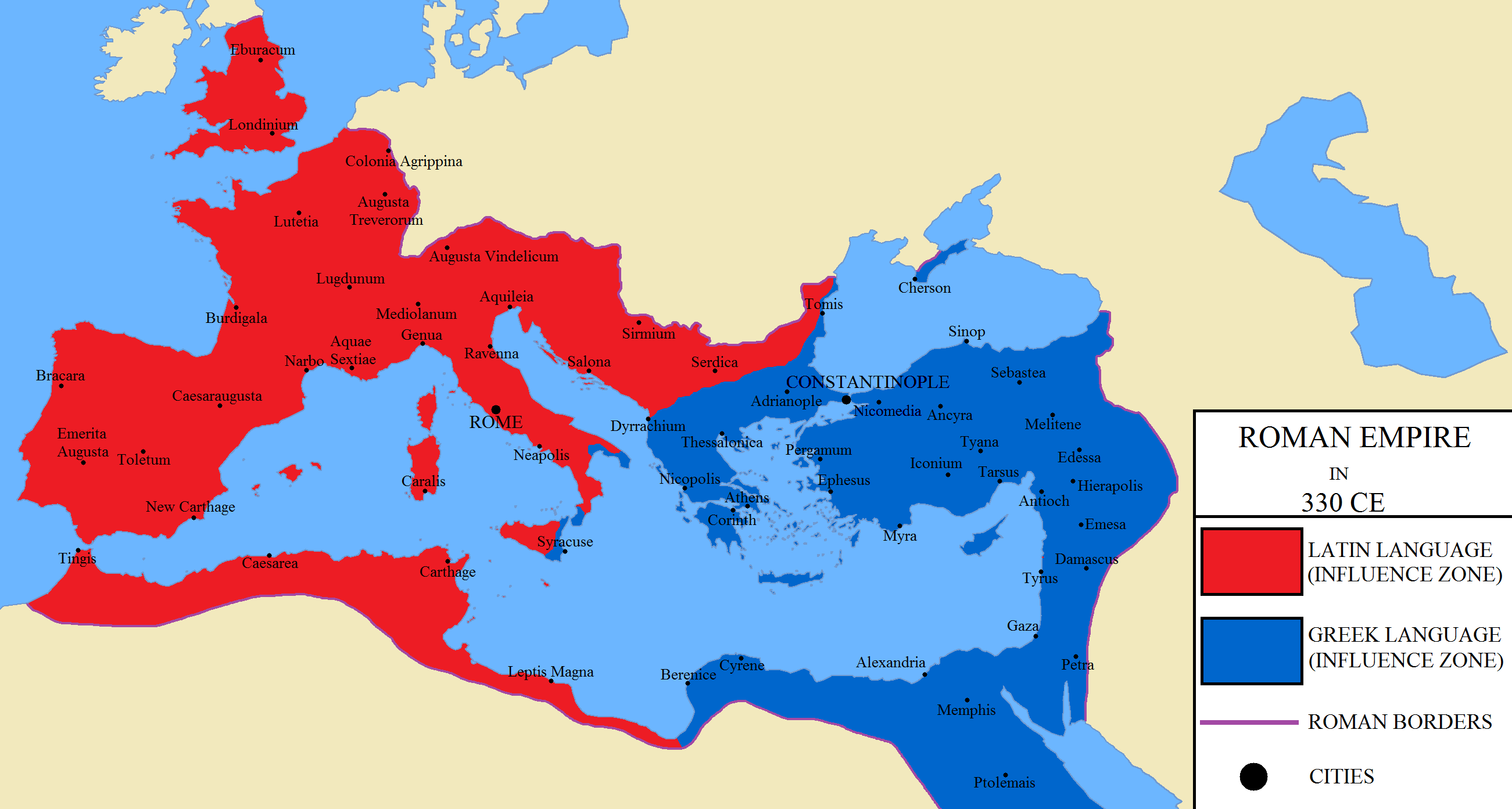
кордони Римської імперії у 330 р. н.е.

Діоклетіан розпочав реорганізацію, а Костянтин завершив її, вилучивши військове командування з-під повноважень намісників (і деяких пов’язаних повноважень). У тих провінціях, де була стабільна військова сила , він призначив лат. duces ( лат . «командувач») для командування вздовж імперських кордонів . Деякі лат. duces командували підрозділами, розподіленими в кількох провінціях: вони були передані під контроль вікарія єпархії. Натомість мобільними підрозділами (як центральною стратегічною силою) командував ком ( у значенні «компаньйон» або «співпраця»), а пізніше вищими воєначальниками, яких називали лат. magistri militum (з лат. “командуючий солдатами”).
Імператор Костянтин організував Римську імперію на чотири преторіанські префектури , швидше за все, після 325 року (коли йому вдалося об’єднати всі римські домініони під одним Августом ). Насправді це були чотири територіальні округи попередніх чотирьох імперських тетрархів, у яких кожен преторіанський префект виконував обов’язки начальника штабу: префектура Галлії , Італії та Африки , Іллірії та Сходу , кожна з яких управлялася префектом імператорського призначення. Префект кожної префектури був найвищою цивільною посадовою особою, підпорядковуючись лише імператору та вищому за обох вікарія та губернатора провінцій. Він відав судовим, адміністративним, фінансовим і податковим збором (збір відбувався на рівні окремої волості та села).